# جيمس ماكونيل
جيمس ماكونيل (بالإنجليزية: James McConnell)‏ هو عسكري أمريكي، ولد في 1878 في سيراكيوز في الولايات المتحدة، وتوفي في 23 يوليو 1918 في فرنسا.